# Crocidura mediocris
Crocidura mediocris є видом ссавців родини Soricidae. Він зустрічається у Індонезії.